# Manuel Vicente Maza
Manuel Vicente Maza (Buenos Aires, gobernación del Río de la Plata, 1779 - ib., Confederación Argentina, 27 de junio de 1839) fue un abogado y político federal argentino que ocupó el puesto de gobernador de la provincia de Buenos Aires de 1834 a 1835, cuando dicho cargo le daba la potestad de estar encargado de las Relaciones Exteriores de la nación.

## Biografía
Manuel Vicente Maza nació en Buenos Aires en 1779. Cursó sus estudios de abogacía en la Universidad de San Felipe de la Capitanía General de Chile.

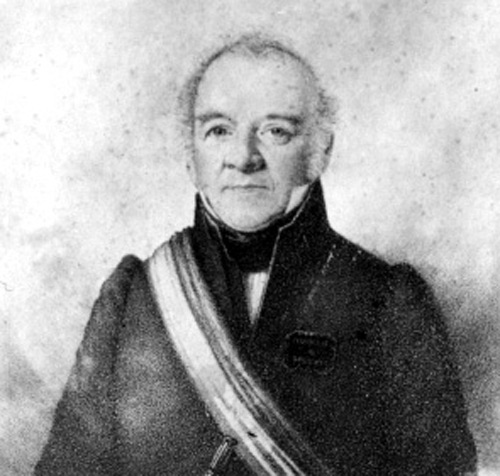
Manuel Vicente Maza.

Iniciado el movimiento independista en las colonias españolas de Sudamérica, fue hecho prisionero en Lima; una vez libre, retornó a Buenos Aires y permaneció recluido hasta 1815. En dicho año inició su actividad política presidiendo la Comisión Civil de Justicia en Buenos Aires.
Fue el encargado de redactar la reglamentación, que llevó su nombre, para la administración de la justicia. Durante los años siguientes se relacionó con Juan Manuel de Rosas, iniciando una estrecha vinculación personal y política que le costó su propia vida y la de su familia.
Durante la década de 1820 desarrolló una gran actividad pública. En 1823 fue exiliado debido a su participación en la revuelta contra Martín Rodríguez, y en 1829 fue confinado nuevamente en Bahía Blanca por ser uno de los dirigentes de la sublevación contra Juan Lavalle.
Al levantarse el destierro durante el gobierno de Juan José Viamonte fue nombrado asesor del mismo el 3 de septiembre del mismo año —cargo que había sido suprimido en 1824 y cuyo último nombramiento le había correspondido al doctor Miguel Mariano de Villegas— abarcando también el de Auditor de Ejército y Marina de Buenos Aires.

## Relaciones con Rosas y gobernación
Al tomar el poder Rosas, Maza asumió un papel importante durante su gobierno. En una oportunidad sufrió un intento de asesinato al acompañar a Rosas a un encuentro con José María Paz en Córdoba.
Luego del alejamiento de Rosas, en 1832, asumió como ministro de gabinete de su sucesor, Juan Ramón Balcarce, pero al año siguiente tomó parte en la revuelta que provocó la renuncia de este; luego formó parte de la breve administración de Juan José Viamonte.
En 1834, luego de que varios se rehusaran a ocupar la gobernación de Buenos Aires, el 4 de octubre la legislatura designó a Maza, entonces presidente de la cámara, como gobernador interino. En febrero del año siguiente envió a Facundo Quiroga como mediador en el conflicto entre los gobernadores de Salta y Tucumán, a su regreso fue emboscado y asesinado. Este homicidio provocó consternación en la opinión pública, por lo que Maza presentó su renuncia el 7 de marzo. Fue sucedido por Rosas, quien asumió el 13 de abril.

## Su asesinato

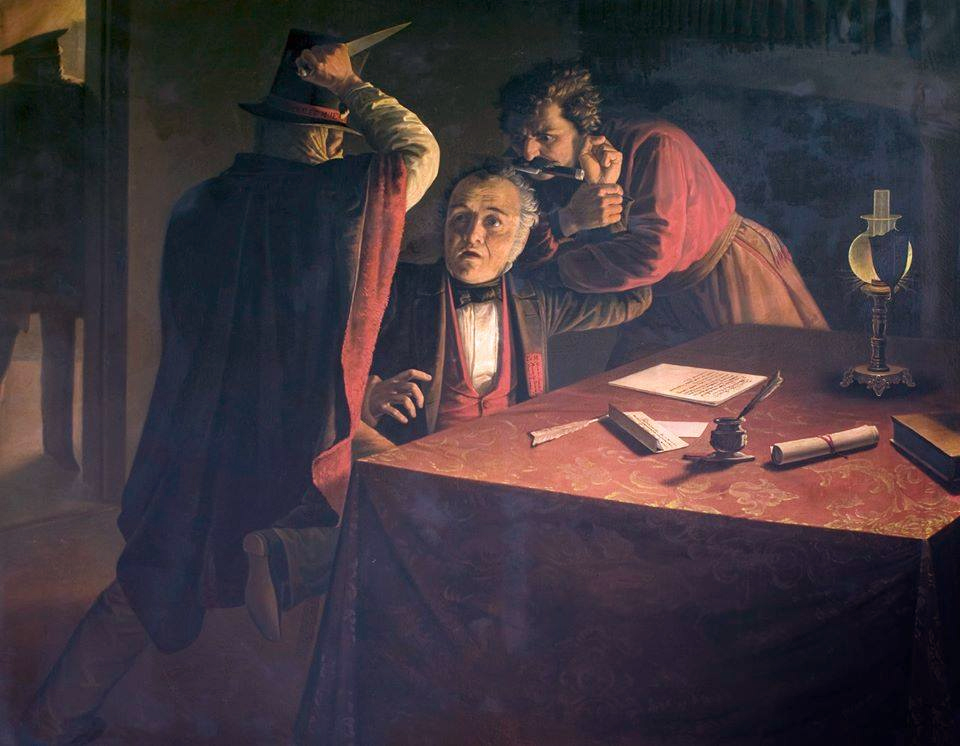
"Asesinato de Manuel Vicente Maza" pintura al óleo de Benjamín Franklin Rawson. Pertenece al Complejo Museográfico Provincial "Enrique Udaondo" de la ciudad de Luján, provincia de Buenos Aires, Argentina. Se expone en la Sala Federal de dicho Museo.

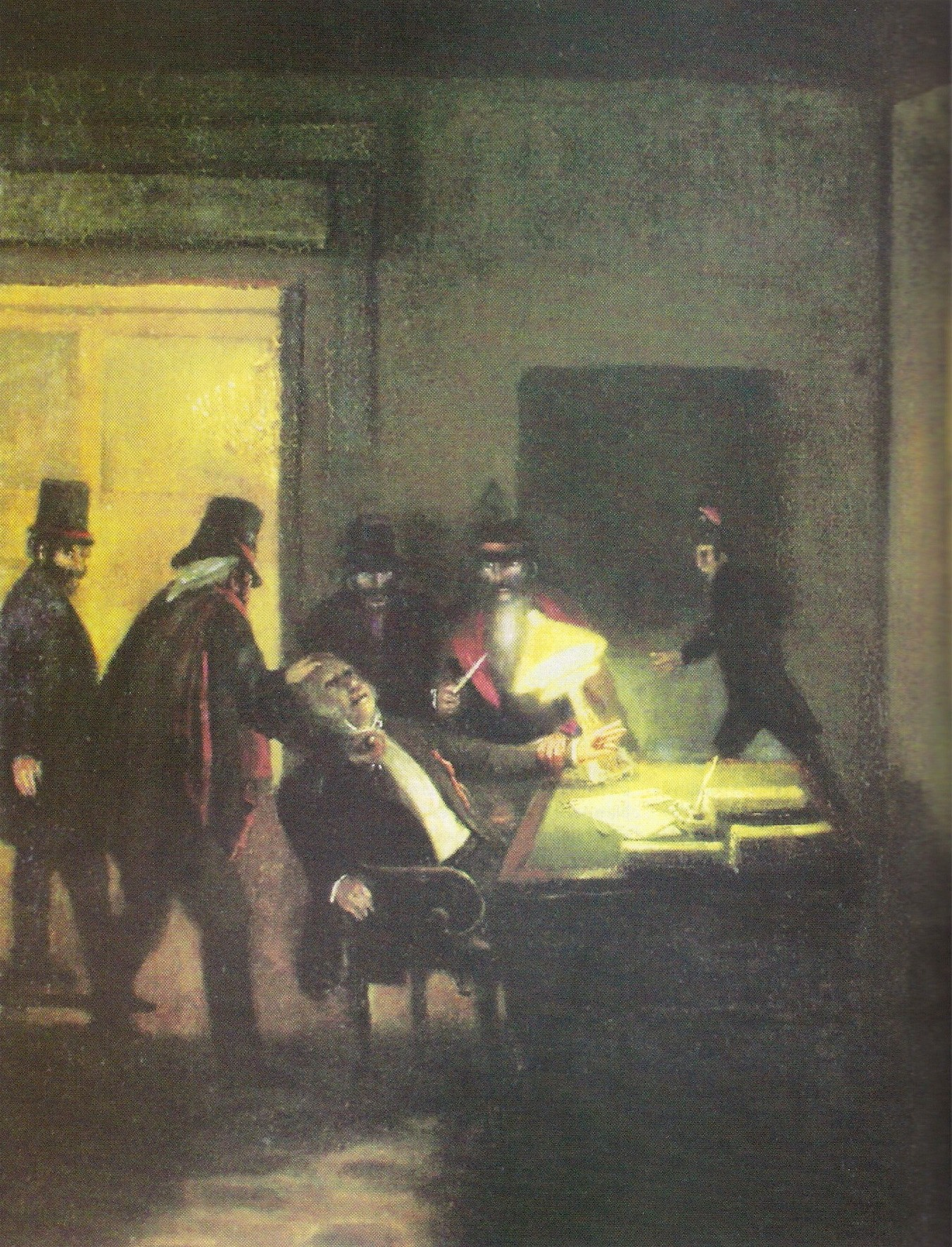
"Asesinato de Manuel Vicente Maza". Óleo del artista Prilidiano Pueyrredón. Museo Nacional de Bellas Artes. Ciudad de Buenos Aires.

Luego de su renuncia vuelve a ocupar su banca en la legislatura, a pesar de los conflictos con Rosas (iniciados durante su periodo como gobernador). En este cargo desempeñó el puesto de juez en el juicio iniciado a los hermanos Reynafé, acusados del asesinato de Quiroga.
En junio de 1839, el coronel Ramón Maza, hijo de Manuel Vicente, fue encarcelado por ser sospechoso de conspirar contra Rosas. Manuel Vicente Maza se dispuso a escribirle a Rosas para pedirle clemencia por su hijo, pero mientras escribía la misiva en la noche del 27 de junio, un grupo de hombres ingresó en su oficina y, armados con cuchillos, lo asesinaron.
Horas después del asesinato de su padre, Ramón Maza fue fusilado en su celda por orden de Rosas. Dolorida por la gran tragedia, Mercedes Puelma Díaz Andrade, esposa de Manuel Vicente y madre de Ramón, se suicidó.